# Wells Fargo Center (Minneapolis)
Het Wells Fargo Center, voorheen bekend als het Norwest Center, is een wolkenkrabber in Minneapolis, Verenigde Staten. Het kantoorgebouw, dat staat aan 90 South Seventh Street, verving het in 1982 afgebrande Northwestern National Bank Building en werd in 1988 voltooid. Er zijn meerdere Wells Fargo Center's, voorbeelden hiervan zijn die in Los Angeles en in Salt Lake City.

## Ontwerp
Het Wells Fargo Center is 236,32 meter hoog en telt 56 verdiepingen. Het heeft een totale oppervlakte van 102.681 vierkante meter. Het bevat in totaal 31 liften, waarvan 28 personenliften en 2 liften voor goederen. Het gebouw heeft twee hoofdingangen. De eerste ingang leidt naar een lobby, de tweede naar een ronde ruimte van 5 verdiepingen hoog.
Het gebouw is door Cesar Pelli & Associates in postmoderne stijl ontworpen met kenmerken van art deco. Het is bekleed met grijs glas en Kasota, een bruinige steen, die gedolven wordt ten zuidwesten van de Twin Cities. De gevel is geaccentueerd met marmer uit Carrara. De basis van de toren is bedekt met graniet.